# Бродячие инородцы
Бродячие инородцы (ловцы) — отдельная категория в числе инородцев, состоявшая из коренных народов Сибири.
Разделение сибирских народов на бродячих, кочевых, осёдлых и других инородцев было закреплено в 1822 году, когда было принято Положение об управлении инородцев. К бродячим инородцам были отнесены «те инородцы, кои, не имея никакой оседлости, отдельными родами или же семействами переходят с одного места на другое по лесам и рекам или урочищам, для звероловного и рыболовного промысла». Они пользовались правами состояния, предоставленными кочевым инородцам. Кроме того, инородцы этой категории были освобождены от участия в денежных земских повинностях и расходах на содержание степного управления; они обладали право беспрепятственно переходить из одной административной единицы империи (округа, губернии) в рамках определённой территории , предоставлявшейся властями, разграничивавшиеся от земель оседлых и кочевых инородцев.  Земли, отводившиеся в пользование бродячим инородцам, не разделялись по участкам и по племенному признаку.
В целом, к бродячим инородцам относились самодийские народы, в частности ненцы (например, т. н. «обдорские самоеды»), тофалары, т. н. «инородцы туруханские», коряки, юкагиры, эвены, а также коренные народы Камчатки и Магаданской области (т. н. «инородцы охотские, гижигинские и камчатские»). Ненцы Мезенского уезда Архангельской губернии в своих правах были приравнены к кочевым инородцам, но в то же время они обладали некоторыми привилегиями, приближавшими их правовой статус к таковому у бродячих инородцев.